# Munditia serrata
Munditia serrata là một ốc biển nhỏ, là động vật thân mềm chân bụng sống ở biển trong họ Liotiidae. Nó được tìm thấy tại đảo Little Barrier, New Zealand.